# Taban Deng Gai
Taban Deng Gai (ur. 1959) – południowosudański polityk, od 26 lipca 2016 pierwszy wiceprezydent kraju, działacz SPLM-IO (ruchu pod przywództwem Rieka Machara, który w 2013 oddzielił się od Ludowej Armii Wyzwolenia Sudanu na skutek konfliktów o przywództwo).
Od 30 września 2005 jest gubernatorem prowincji Unity, ponownie wybrany na stanowisko w kwietniu 2010: zdobył wówczas 137 662 głosów, a jego główna kontrkandydatka Angelina Teny – 63 561. Przegrana oskarżyła władze o sfałszowanie wyników wyborów i porwania oraz zabójstwa jej zwolenników. Przed powołaniem na urząd wiceprezydenta Gai pełnił funkcję ministra górnictwa. W lipcu 2016 wybuchły walki między zwolennikami prezydenta Salva Kiir Mayardita a wiceprezydenta Rieka Machara. Taban Deng Gai został głównym mediatorem zwaśnionych stron, a po odwołaniu Machara z funkcji został w jego miejsce wiceprezydentem, co spowodowało konflikt z tym ostatnim.